# Helping the World to See
Helping the World to See är det amerikanska death metal-bandet Vehemences tredje studioalbum, utgivet 5 april 2004 av skivbolaget Metal Blade Records.

## Låtlista
1. "By Your Bedside" 3:51
2. "Kill for God" – 3:44
3. "Trinity Broadcasting (Know Your Enemy)" – 6:32
4. "To the Taste" – 2:33
5. You Don't Have to Be Afraid Anymore" – 5:51
6. "Alone in Your Presence" – 3:57
7. "Spirit of the Soldier" – 5:27
8. "Darkness Is Comfort" – 3:37
9. "What Could Go Wrong?" – 6:09
10. "We Are All Dying" – 3:00
11. "Her Beautiful Eyes" (bonusspår) – 5:48

Text: Nathan Gearhart / Musik: Vehemence
Spår 11 är en nyinspelning av låten med samma namn från demoalbumet Vehemence från 1998

## Medverkande
Musiker (Vehemence-medlemmar)
- Bjorn Dannov – gitarr, piano
- Nathan Gearhart – sång
- Mark Kozuback – basgitarr, bakgrundssång
- Andy Schroeder – trummor
- John Chavez – gitarr

Produktion
- Vehemence – producent
- Will Solares – producent, ljudtekniker, ljudmix, mastering
- Wes Benscoter – omslagsdesign, omslagskonst